# La sombra de la tierra
La sombra de la tierra es una miniserie de televisión por internet española de drama de época escrita y dirigida por Elvira Mínguez para Atresplayer, basada en su novela homónima. Está producida por Fonte Films y protagonizada por Adelfa Calvo y María Morales. Se estrenó en Atresplayer para el 24 de noviembre de 2024.

## Trama
Garibalda (Adelfa Calvo) es una mujer enferma y que además  cruel. que gobierna con mano de hierro a los habitantes del pueblo. Desde la infancia odia a Atilana (María Morales), a quien culpa de todos sus males. La posición de poder que hereda de su marido la usa para abusar de todo el mundo que tiene a su alrededor. Atilana es una viuda de mediana edad que sostiene como puede una finca que en otros tiempos fue grande. Su familia era una de las pocas acomodadas del pueblo hasta que su marido lo pierde todo por entrar en malos negocios.

## Reparto

### Reparto principal
- Adelfa Calvo como Garibalda
- María Morales como Atilana

### Reparto secundario
- Carmelo Gómez como Vacas
- Marcos Ruiz como Baldo
- Ginés García Millán como Laislao
- George Steane como Demetrio
- Quique Niza como Juliano
- Amaia Sagasti como Bela
- María García-Concha como Amparo
- Aina Picarolo como Tina
- Camila Viyuela como Tránsito
- Richard Holmes como Braulio
- Tusti de las Heras como Chiri
- Izan Corchero como Teodoro

## Capítulos
| N.º | Título       | Dirigido por   | Escrito por    | Fecha de lanzamiento original |
| --- | ------------ | -------------- | -------------- | ----------------------------- |
| 1   | «Capítulo 1» | Elvira Mínguez | Elvira Mínguez | 24 de noviembre de 2024       |
| 2   | «Capítulo 2» | Elvira Mínguez | Elvira Mínguez | 1 de diciembre de 2024        |
| 3   | «Capítulo 3» | Elvira Mínguez | Elvira Mínguez | 8 de diciembre de 2024        |
| 4   | «Capítulo 4» | Elvira Mínguez | Elvira Mínguez | 15 de diciembre de 2024       |

## Producción
En junio de 2023, durante la presentación de todos sus entonces futuros proyectos originales futuros en el Atresplayer Day, Atresplayer anunció la serie La sombra de la tierra, la cual estaría basada en la novela homónima de la actriz Elvira Mínguez y escrita y dirigida por ella misma en su debut como directora. Es la primera serie producida por la productora Fonte Films, la cual fue cofundada por Pablo Isla, expresidente de Inditex. En febrero de 2024, se filtró que Carmelo Gómez y Marcos Ruiz tendrían papeles secundarios en la serie, y también que ésta estaría protagonizada por Adelfa Calvo y María Morales. El rodaje de la serie comenzó en marzo de 2024.

## Lanzamiento y marketing
En junio de 2024, Atresplayer anunció que presentaría las series La sombra de la tierra y El gran salto en el Festival Internacional de Cine de San Sebastián. En agosto de 2024, Atresplayer lanzó las primeras imágenes de la serie. El 25 de septiembre de 2024, coincidiendo con su presentación en el Festival de San Sebastián, Atresplayer lanzó el tráiler de la serie. El 5 de noviembre de 2024, Atresplayer anunció que La sombra de la tierra se estrenaría en la plataforma el 24 de noviembre de 2024.